# Коломенско
Коломенско (рус. Коло́менское) бивши је царски посед који се налази неколико километара југоисточно од средишта Москве, на старој цести која води до старог града Коломне (отуда име). Простире се на 390 хектара површине и има сликовит поглед на стрме обале реке Москве. Коломенско је постало део Москве 1960-их.
Први писани помен датира из 1339. године. Од 16. века стратешко је брдо изнад реке Москве, близу важних саобраћајница у близини града Коломне. Руски цареви изабрали су га као летну резиденцију. Године 1532, у част рођења новог престолонаследника (који је касније постао познат под именом Иван Грозни), саградила се јединствена Вознесењска црква у Коломенском, која је од 1994. године на Унесковом списку места Светске културне баштине.
У Коломенском су саграђене бројне важне зграде које су изгубиле на важности након што је главни град постао Санкт Петербург. Место је 1923. године проглашено заштићеним културним добром, у које су поступно пребачени историјски примерци архитектуре из целе Русије. Музеј Коломеског популарно је одредиште за излете. Овде се одржава низ културних и друштвених манифестација (на пример, Сверуски фестивал меда).

## Галерија
- Реконструкција поменутог старог дворца
- Поглед из ваздуха
- Икона Мојсија из Коломенског музеја